# 요구 기반 스위칭
인텔 요구 기반 스위칭(Demand Based Switching, 약어: DBS) 기술은 인텔 확장 스피드 스텝 기술을 서버 및 워크스테이션에 확장하여 적용한 기술이다. 서버의 부하가 감소하게 되면 인텔 요구 기반 스위칭 기술은 프로세서 주파수와 동작 전압을 낮춰 소비전력을 줄여 발열량을 줄인다. 부하가 증가하면 프로세서 주파수를 점차로 올려 원활한 처리 성능을 발휘하도록 한다. 반도체의 소비전력은 동작 주파수에 비례하고 동작 전압의 제곱에 비례하게 된다. 따라서 프로세서의 부하에 따라 동적으로 동작 주파수와 구동 전압을 능동적으로 조정함으로써 소비전력을 제어할 수 있게 되는 것이다.

## 같이 보기
- 인텔 스피드 스텝 기술